# 拉日马镇
拉日马乡，是中华人民共和国四川省甘孜藏族自治州新龙县下辖的一个乡镇级行政单位。

## 行政区划
拉日马乡下辖以下地区：
扎宗村、色戈村、泽龙多村、松多顶村、拉麦村、曲夏顶村、康多村和更卡村。